# KhalifaSat
KhalifaSat (DubaiSat-3) ist ein Erdbeobachtungssatellit der Vereinigten Arabischen Emirate.
Er wurde am 29. Oktober 2018 um 04:08 UTC mit einer H-2A Trägerrakete vom Tanegashima Space Center (zusammen mit GOSAT 2 und einigen weiteren kleineren Satelliten) in eine sonnensynchrone Umlaufbahn gebracht.
Der Satellit wurde in Partnerschaft zwischen dem Institut der Emirate für fortschrittliche Wissenschaft und Technologie (EIAST) und der südkoreanischen Satrec Initiative GmbH entwickelt, basiert auf der SI-300-Plattform von Satrec und hat eine geplante Lebensdauer von fünf Jahren. Der Satellit war zu Beginn seiner Entwicklung als DubaiSat-3 bekannt und ist eine weiterentwickelte Version von DubaiSat 2, der 2013 von einer Dnepr-Rakete gestartet wurde. KhalifaSat ist mit einem 40 cm Korsch-Teleskop mit CCD-Kamera mit einer Auflösung von 75 cm panchromatisch und 3 m multispektral (Rot, Grün, Blau und NIR) sowie einer Schwadbreite von 12 km und einer Aufnahmelänge von 1500 km ausgerüstet. Die Übertragung der Bilder zur Erde erfolgt im X-Band mit 320 MBit/s.
Anders als bei seinen beiden Vorgängern, die komplett in Daejeon gebaut wurden, fand hier die Endmontage des Satelliten in Dubai statt, wohin Satrec den Bus, die Elektrik und die Kamera des Satelliten geliefert hatte. Das Bodensegment für den Empfang und die Verarbeitung der Bilder (Image Reception and Processing Station bzw. IRPS) wurde ebenfalls von Satrec nach Dubai geliefert.